# オリベル・トーレス
オリベル・トーレス・ムニョス（Óliver Torres Muñoz, 1994年11月10日 - ）は、スペイン・ナバルモラル・デ・ラ・マタ出身のサッカー選手。CFモンテレイ所属。ポジションはミッドフィールダー。
名前のオリベルは『キャプテン翼』の主人公である大空翼のスペイン名オリベル・アトムに由来する。

## クラブ経歴

### アトレティコ・マドリード

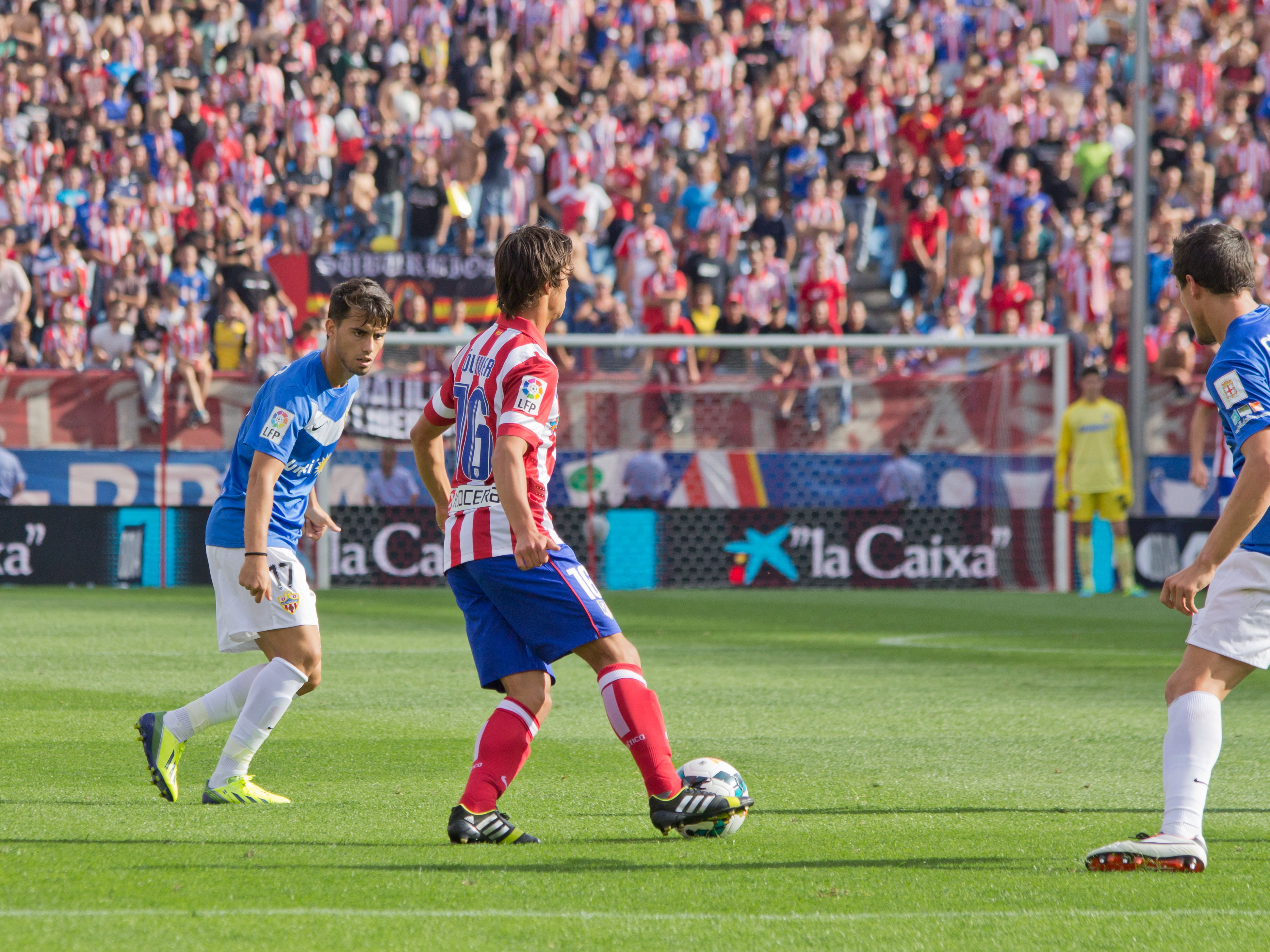
UDアルメリア戦に出場したオリベル（2013年）

エストレマドゥーラ州に位置するカセレス県のナバルモラル・デ・ラ・マタ出身のオリベルは13歳であった2008年の夏にアトレティコ・マドリードに加入し、監督を務めていたディエゴ・シメオネにトップチームに呼ばれるまで、4年間をユースチームで過ごした。
アトレティコ・マドリードBで確固たる地位を築いていたわけではなかったが、2012年4月末にリーガ・エスパニョーラのレアル・ベティス戦のメンバーに招集され、8月20日に行われた2012-13シーズンのレバンテUD戦でアドリアン・ロペスと交代で64分から出場し、プロデビューを果たした。
2013年10月1日にはUEFAチャンピオンズリーグのグループステージであるFCポルト戦に負傷したラウール・ガルシアと交代で後半79分から出場し、82分に決勝ゴールが生まれ、チームも2-1で勝利を挙げた。18歳10ヶ月でのチャンピオンズリーグデビューは、アトレティコ史上4番目の若さとなるデビューであった。10月27日に行われ、5-0で勝利したベティス戦では試合開始12秒でゴールを決め、公式戦での初ゴールを記録した。

### ビジャレアル
2014年1月、シメオネの下で出場機会を満足に得られないことから、アトレティコはシーズン終了までのローンで同一リーグに所属していたビジャレアルCFにオリベルを移籍させることを決定した。オリベルはこの移籍に対し、「この期間にできるだけたくさん学び、サッカー選手としてはもちろん一人の人間としても成長したい。」と、話した。3月2日のベティス戦に後半から出場し、ビジャレアルでのデビューを果たし、6日後に行われたグラナダCF戦にはスターティングメンバーとして出場したが、チームは0-2で敗れた。

### FCポルト
継続して出場機会を得るため、2014-15シーズンはポルトにレンタル移籍した。8月15日に行われたCSマリティモ戦でプリメイラ・リーガデビューを果たし、フル出場の末、チームも2-0で勝利を挙げた。8月31日に行われ、3-0で勝利したモレイレンセFC戦ではチームの1点目となるゴールを挙げ、ポルトでの初ゴールを記録した。オリベルは2014年のゴールデンボーイ賞にノミネートされた。

### アトレティコ・マドリード復帰
2015-16シーズンはアトレティコへ戻り、アルダ・トゥランの移籍で空いた背番号10番が与えられた。シーズン序盤はレギュラーとして出場していたが、ハードワークや守備に重きを置くチーム戦術に適応出来ず、ボールロストの多さや守備意識の低さなどから徐々に出番を減らし、ヤニック・カラスコやサウール・ニゲスにポジションを奪われる格好となった。冬にはボルシア・ドルトムントからオファーがあり、一時は移籍に傾いたが、シメオネ自ら説得するなどクラブが退団を認めず翻意したものの、その後もベンチにすら入れないことが多く、リーグでの最終盤まで絡んだ優勝争いやUEFAチャンピオンズリーグで決勝に進出するなど躍進を続けるチームの中で不本意なシーズンを過ごした。

### FCポルト復帰
2016年8月25日、再びローン移籍によりポルトに加入することが発表された。ヌーノ・エスピーリト・サント体制下でレギュラーポジションを確保し、2017年2月に完全移籍が発表された。18ヶ月のローン移籍期間満了後、ポルトに完全移籍するオプション条項が契約に織り込まれていたことも明らかになったが、ローン期間の途中でオプションを行使し、完全移籍の時期を早めた格好となった。
その後、監督がセルジオ・コンセイソンに交代してからは、レギュラーポジションを失って途中出場が多くなった。

### セビージャFC
2019年7月15日、セビージャFCと5年契約を締結した。

### CFモンテレイ
2024年6月8日、CFモンテレイに３年契約で移籍した。

## 代表経歴

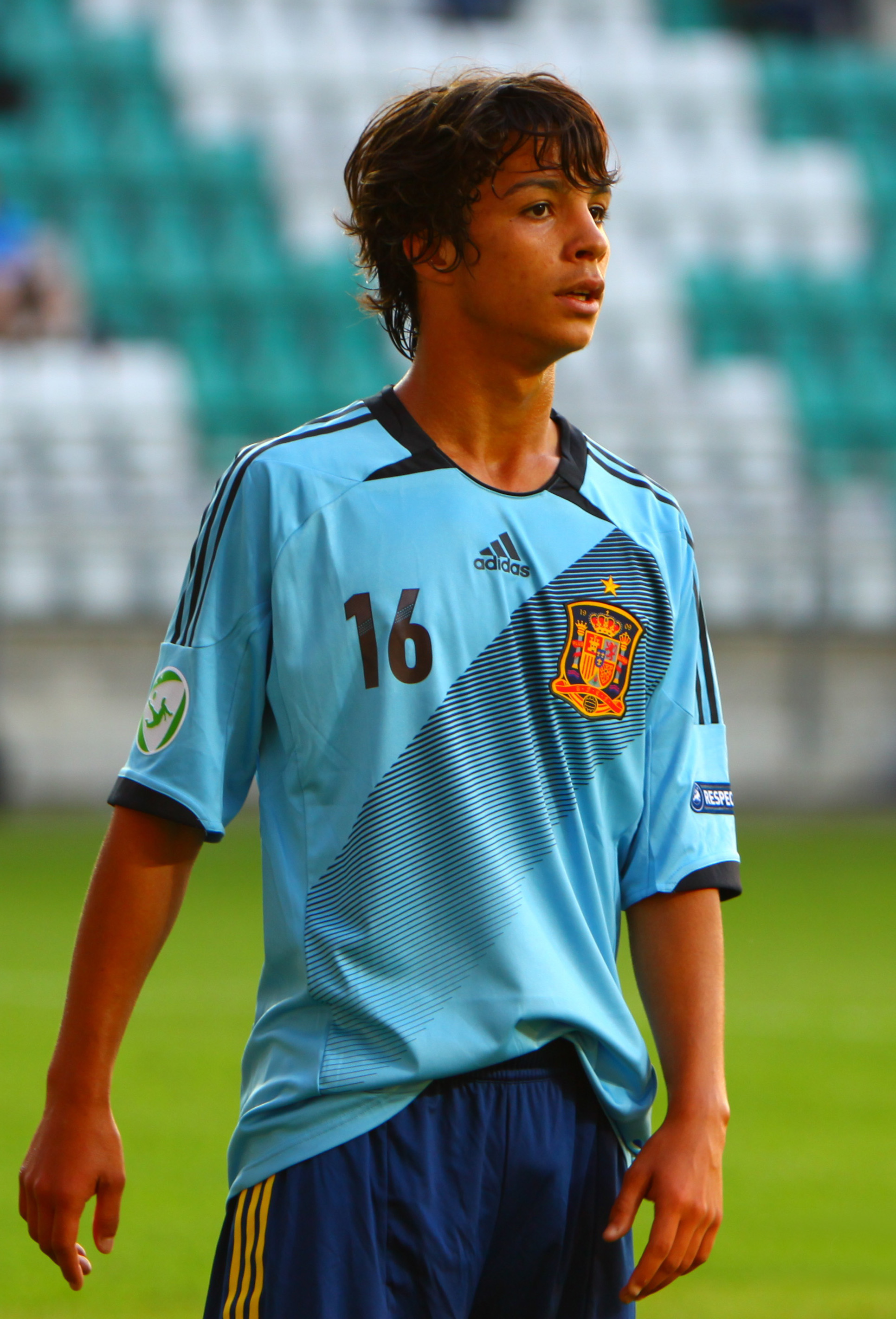
UEFA U-19欧州選手権に出場したオリベル

オリベルは2012年に行われたUEFA U-19欧州選手権で優勝したスペイン代表のメンバーであり、決勝戦のU-19ギリシャ代表戦にも出場した。
トルコで開催された2013 FIFA U-20ワールドカップにU-20のメンバーとして出場し、準々決勝までの5試合すべてに出場を果たした。2013年9月5日に行われたUEFA U-21欧州選手権予選のオーストリア代表戦ではスソと交代で後半の残り9分間出場し、U-21代表デビューを果たした。
U-21代表での9キャップ目を記録した11月14日に行われたU-21欧州選手権予選のボスニア・ヘルツェゴビナ代表で初ゴールを記録した。

## 出場記録
2019年5月20日現在
| 所属クラブ               | シーズン | リーグ戦 | リーグ戦 | カップ戦 | カップ戦 | リーグカップ戦 | リーグカップ戦 | UEAF主催 | UEAF主催 | 合計 | 合計 |
| 所属クラブ               | シーズン | 出場     | 得点     | 出場     | 得点     | 出場           | 得点           | 出場     | 得点     | 出場 | 得点 |
| ------------------------ | -------- | -------- | -------- | -------- | -------- | -------------- | -------------- | -------- | -------- | ---- | ---- |
| アトレティコ・マドリード | 2012–13  | 8        | 0        | 2        | 0        | -              | -              | 0        | 0        | 10   | 0    |
| アトレティコ・マドリード | 2013–14  | 7        | 1        | 3        | 0        | -              | -              | 4        | 0        | 14   | 1    |
| アトレティコ・マドリード | 合計     | 15       | 1        | 5        | 0        | 0              | 0              | 4        | 0        | 24   | 1    |
| ビジャレアルCF           | 2013–14  | 9        | 0        | 0        | 0        | -              | -              | 0        | 0        | 9    | 0    |
| ビジャレアルCF           | 合計     | 9        | 0        | 0        | 0        | 0              | 0              | 0        | 0        | 9    | 0    |
| FCポルト                 | 2014–15  | 26       | 7        | 1        | 0        | 3              | 0              | 10       | 0        | 40   | 7    |
| FCポルト                 | 合計     | 26       | 7        | 1        | 0        | 3              | 0              | 10       | 0        | 40   | 7    |
| アトレティコ・マドリード | 2015–16  | 21       | 0        | 5        | 0        | -              | -              | 7        | 0        | 33   | 0    |
| FCポルト                 | 2016–17  | 29       | 2        | 2        | 0        | ｰ              | ｰ              | 7        | 0        | 38   | 4    |
| FCポルト                 | 2017ｰ18  | 21       | 0        | 2        | 0        | ｰ              | ｰ              | 3        | 0        | 26   | 0    |
| FCポルト                 | 2018ｰ19  | 25       | 2        | 3        | 0        | ｰ              | ｰ              | 5        | 0        | 33   | 2    |

## 獲得タイトル

### クラブ
アトレティコ・マドリード
- コパ・デル・レイ：2012-13

ポルト
- プリメイラ・リーガ：2017-18
- スーペルタッサ・カンディド・デ・オリベイラ：2018

セビージャ
- UEFAヨーロッパリーグ：2019-20, 2022-23

### 代表
U-19
- UEFA U-19欧州選手権：2012

### 個人
- プリメイラ・リーガ年間最優秀若手選手賞：2014-15